# Riddergods
Et riddergods (ty. Rittergut, lat. praedium nobilium sive equestrium) kaldtes i Tyskland godser, hvis besiddere oprindeligt var pligtige til at gøre riddertjeneste, men som til gengæld nød mange forrettigheder. De var således som regel fritagne for de byrder, som generelt hvilede på jorden (landskat, indkvartering osv.). Endvidere havde de patronatsret, patrimonialjurisdiktion, jagtret osv. og ofte en særlig repræsentation i landstænderne. De nævnte forrettigheder er imidlertid helt bortfaldet.